# Operatie Cycle

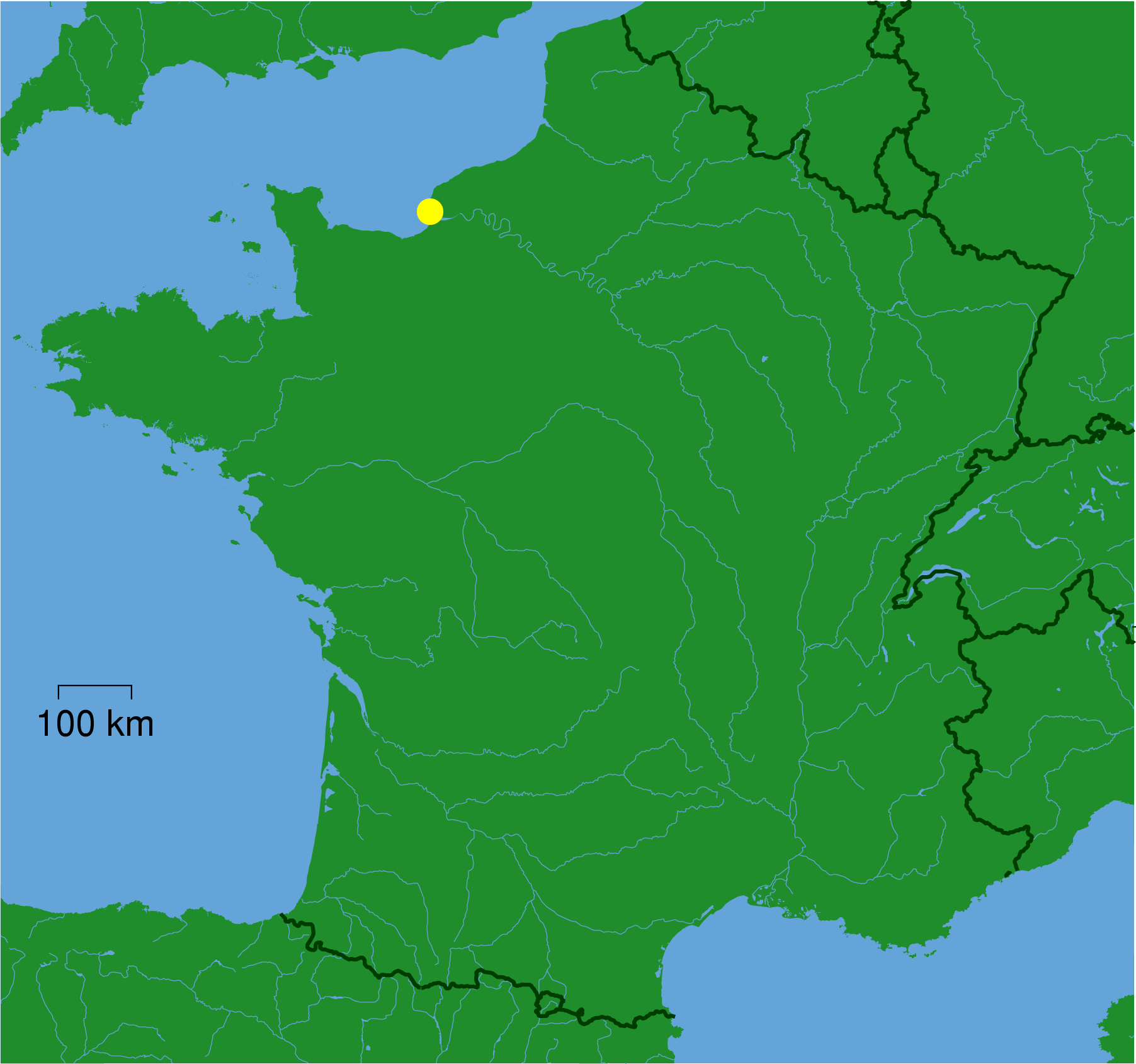
Het evacuatiegebied bij Le Havre

Operation Cycle was de codenaam voor de evacuatie van Britse en geallieerde troepen uit Le Havre op 10-13 juni 1940. 

## Verloop
Ondanks dat veel Britse troepen ontsnapt waren uit Duinkerke, werden de 1e Gepantserde en 51e Highland Division ten zuiden van de Somme ingesloten toen de Duitsers Abbeville bereikten. Daarna vonden vanaf 5 juni gevechten plaats in de Battle of France, de tweede fase van de Duitse veldtocht in het westen. De Duitsers braken na forse strijd door de Franse linies. De Highland Division, samen met een deel van het Franse leger, begon aan de verdediging en beveiliging van de haven van Le Havre, door het zenden van een voorhoede. De uiteindelijke evacuatie werd toegestaan op 9 juni. Admiraal Sir William James, de commander-in-chief van Portsmouth, stuurde de destroyer HMS Codrington als leidschip, zes Britse en twee Canadese torpedojagers, een aantal kleinere oorlogsschepen en een vloot van transportschepen naar Le Havre, waar zij een rendez-vous in het begin van de ochtend van 10 juni maakten. Ook enige Belgische en Nederlandse kustvaartuigen met een Engelse bemanning namen aan de evacuatie deel.
Na een vierentwintig uur durende vertraging kwam de evacuatie op gang op 11 juni. Op die dag werd het personeelsschip Bruges verwoest door Duitse bombardementen. De volgende dagen begonnen Britse gevechtsvliegtuigen op verzoek van Admiraal James boven de haven te patrouilleren. De meeste mensen werden die nacht geëvacueerd, en dat werd voltooid in de ochtend van 13 juni. In totaal 11.059 mensen werden geëvacueerd uit Le Havre, 9000 van hen werden direct naar Cherbourg gebracht.
Nadat de Duitse troepen  de kust bereikten dicht bij Saint-Valery-en-Caux, was het restant van de Highland Division niet meer in staat om naar Le Havre uit te wijken. De terugtrekkende geallieerde troepen moesten toen een positie innemen ten oosten van Saint-Valery-en-Caux.  Admiraal James was in staat om nog een evacuatievloot te organiseren, maar door een dichte mist konden de meeste schepen de juiste stranden niet bereiken. In de nacht 10-11 juni was het mogelijk om 2137 Britse en 1.184 Franse troepen te redden uit het gebied bij Veules, maar later op 11 juni werden de resterende troepen gedwongen zich over te geven. Onder hen waren 6000 mannen uit de Highland Division, dat was de enige grote Britse formatie die de kust  wist te bereiken, maar niet kon worden geëvacueerd.
Bij de Operatie Cycle, en Operatie Ariel (de terugtrekking in het westen van Frankrijk) werden in totaal 191.870 mensen gered, waaronder 18.246 Fransen, 24.352 Polen en 4938 Tsjechen. Gecombineerd met Operatie Dynamo, de evacuatie van Duinkerke, werden tussen eind mei en juni 1940 iets meer dan een half miljoen geallieerde soldaten gered uit Frankrijk.